# مسجد فتح
مسجد فتح مربوط به دوره قاجار است و در شیراز، خیابان ۹دی ، بازارفعلی طلافروشها، نزدیک مسجد نو واقع شده و این اثر در تاریخ ۴ مرداد ۱۳۷۸ با شمارهٔ ثبت ۲۳۸۵ به‌عنوان یکی از آثار ملی ایران به ثبت رسیده است.
این مسجد در خیابان ۹ دی ودر بازار طلا فروشان قراردارد